# 伯里佐
伯里佐（法語：Beurizot，法語發音：[bœʁizo]）是法国科多尔省的一个市镇，属于蒙巴尔区。

## 地理
伯里佐（47°21'8"N, 4°29'41"E）面积14.5 平方千米，位于法国勃艮第-弗朗什-孔泰大區科多尔省，该省份为法国中东部省份，北起奥布省，西接涅夫勒省和约讷省，南至索恩-卢瓦尔省，东南接汝拉省，东临上索恩省，东北部与上马恩省接壤。
与伯里佐接壤的市镇（或旧市镇、城区）包括：维托、圣蒂博、布里奥讷河畔苏塞、托雷苏沙尔尼、韦夫尔、布塞、旧日塞。

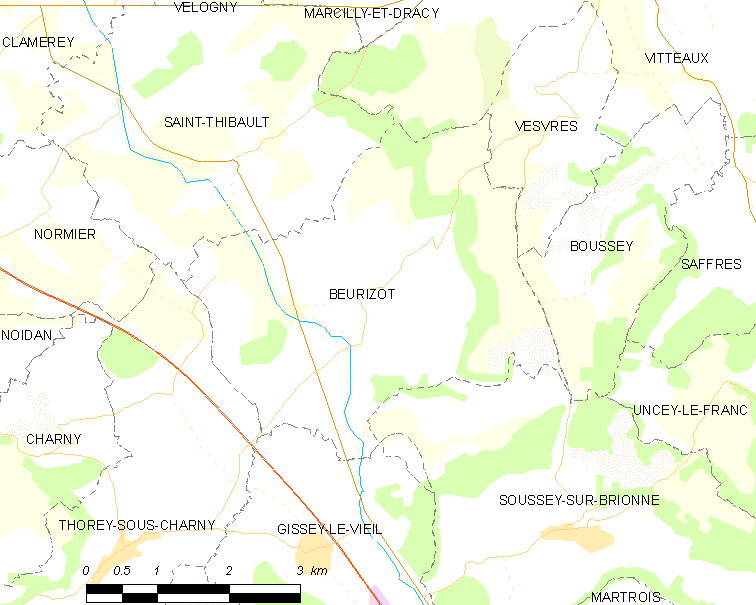
伯里佐的OSM定位图

伯里佐的时区为UTC+01:00、UTC+02:00（夏令时）。

## 行政
伯里佐的邮政编码为21350，INSEE市镇编码为21069。

## 政治
伯里佐所属的省级选区为欧苏瓦地区瑟米尔县。

## 人口

1962-2008年间伯里佐人口变化图示

伯里佐于2022年1月1日时的人口数量为112人。